# Гуанцате
Гуанцате, Ґуанцате (італ. Guanzate) — муніципалітет в Італії, у регіоні Ломбардія, провінція Комо.
Гуанцате розташоване на відстані близько 510 км на північний захід від Рима, 33 км на північний захід від Мілана, 11 км на південний захід від Комо.
Населення — 5791 особа (2014).

## Демографія
Населення за роками:

Станом на 1 січня 2023 року в муніципалітеті офіційно проживало 358 іноземців з 52 країн, серед них 68 громадян країн Євросоюзу та 17 громадян України.

## Сусідні муніципалітети
- Апп'яно-Джентіле
- Бульгарограссо
- Кадораго
- Кассіна-Риццарді
- Чиримідо
- Фенегро
- Фіно-Морнаско
- Ломаццо
- Веніано